# The Madison Square Garden Company
Pour les articles homonymes, voir MSG.
The Madison Square Garden Company (NASDAQ : MSG) est un groupe américain, présent dans le domaine du sport et du divertissement, dont le siège social se trouve dans la ville de New York.
Fondé en 2010, le groupe résulte de la scission de certaines activités de la société Cablevision en une entité distincte ; ses actifs comprennent, entre autres, la propriété et l'exploitation de la salle omnisports Madison Square Garden, la propriété de plusieurs équipes sportives professionnelles américaines dont les Knicks  en basket-ball, les Rangers en hockey sur glace, ainsi que de la chaîne de télévision sportive MSG.
En mars 2015, The Madison Square Garden Company annonce la scission de ses activités sportives et de ses activités de divertissement.

## Activités de l'entreprise
Le groupe est divisé en trois entités :
- MSG Sports est l'entité qui possède et exploite les franchises sportives professionnelles ; elles comprennent les Knicks de New York en NBA,   les Rangers de New York en Ligue nationale de hockey et le Wolf Pack de Hartford en Ligue américaine de hockey ;
- MSG Media contrôle les chaînes de télévision du groupe, que sont les chaînes de télévision sportives MSG, MSG Plus et MSG Varsity, ainsi que la chaîne musicale Fuse TV ;
- MSG Entertainment contrôle la partie exploitation des lieux détenus par le groupe ; ceci inclut l'exploitation de la salle Madison Square Garden qui accueille rencontres sportives et spectacles, du Radio City Music Hall et du Beacon Theatre à Manhattan, ainsi que le Chicago Theatre à Chicago et le Forum en Californie (vendu en 2020).

## Direction
Le groupe est dirigé par James L. Dolan, président du conseil d'administration et chief executive officer (CEO).